# Ростом, Хинд
Хинд Хуссейн Мохаммед, более известна под своим сценическим псевдонимом Хинд Ростом (араб. هند رستم‎; 12 ноября 1931 или 11 ноября 1926, Александрия, Египет — 8 августа 2011, Эль-Гиза) — египетская актриса, считающаяся одной из икон соблазнения в египетском кинематографе, была известна своими чувственными ролями. Многие кинокритики называли её Восточной Мэрилин Монро. За свою карьеру снялась более чем в 80 фильмах.

## Ранняя жизнь и карьера
Родилась в обеспеченной смешанной турецко-египетской семье в окрестностях Мохаррам Бека, Александрия, Египет, 12 ноября 1929 года. Свою карьеру начала в 16 лет со съёмок в фильме «Цветы и шипы» («Azhaar wa Ashwak»). Успех пришёл к ней в 1955 году, когда известный режиссёр Хасан Аль Имам предложил ей роль в ленте «Женщины ночи» («Банат эль-Лайль»).
Среди известных фильмов в которых она снялась: «Каирский вокзал» (Bab El Hadid), 1957 года, режиссёра Юсефа Шахина, «Бессонница» (La Anam), 1958 года, режиссёра Салаха Абу (вместе с ней в картине сыграли Фатен Хамама, Омар Шариф и Рушди Абаза), «Борьба в Ниле» (Sira' fi al-Nil), 1959 года, режиссёра Юсефа Шахина (также с участием Омара Шарифа и Рушди Абаза), «Чафика, коптская девушка» (Chafika el Koptia), 1963 года, режиссёра Хасана Аль Имама.
Приняла решение оставить актёрскую карьеру в 1979 году, так как хотела, чтобы зрители запомнили её молодой.
В декабре 2002 года Ростом отклонила предложение о получении миллиона египетских фунтов за создание, публикацию и экранизацию её биографии. Египетский спутниковый канал сделал актрисе предложение изобразить её жизнь в виде драматического сериала. Её попросили представить историю её достижений и опыт работы с известными актёрами прошлого, такими как Фарид Шавки (араб.), Юсеф Шахин, Шукри Сархан (араб.) и Шадиа (араб.). Актриса заявила, что отказывается продавать свою жизнь как средство развлечения и считает, что её личная жизнь касается её и никого другого.

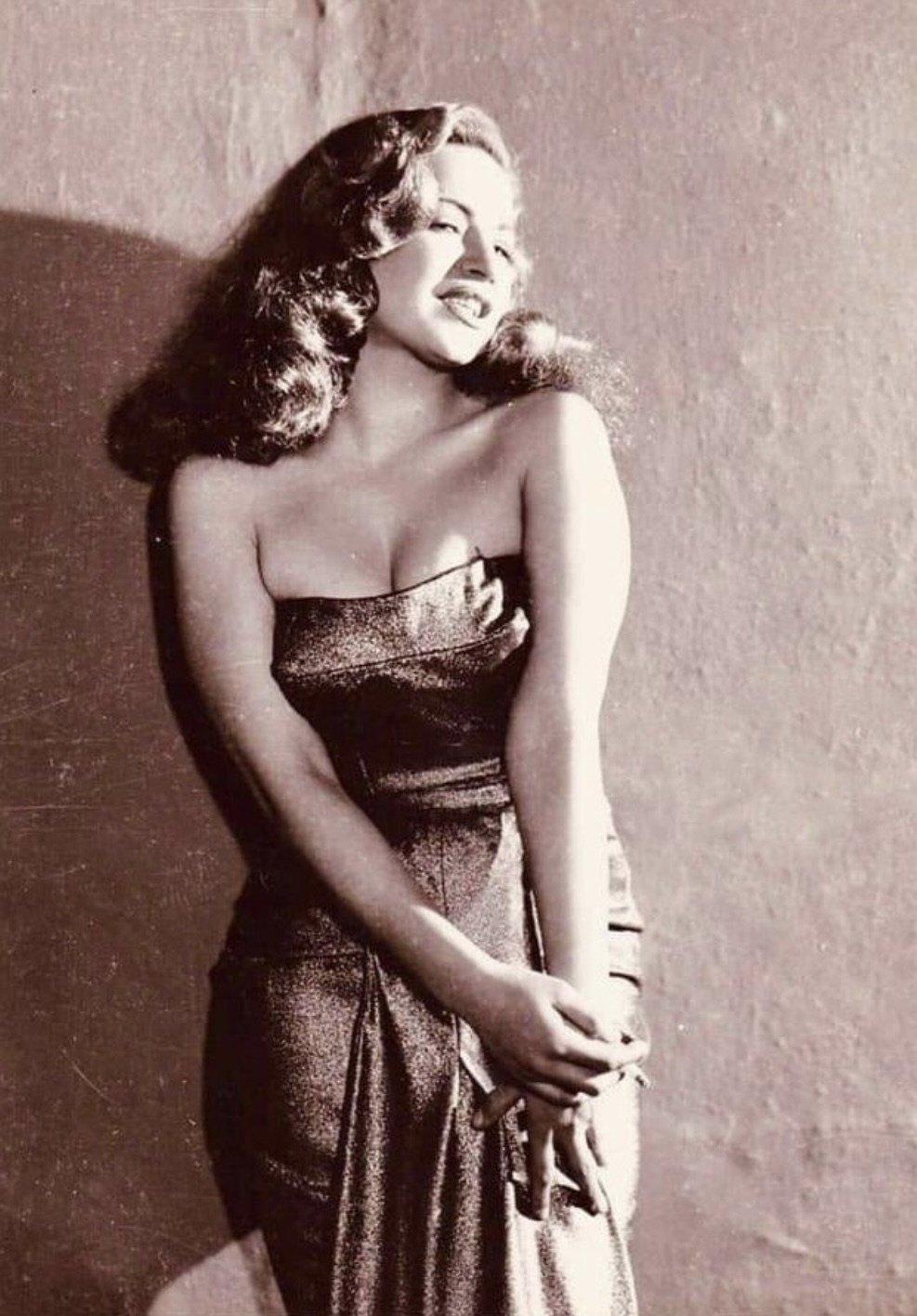
Хинд Ростом

В 2004 году отказалась принять Государственную премию Египта за заслуги перед искусством: «Награда пришла слишком поздно», — прокомментировала свой отказ актриса.

## Браки
Была замужем дважды, один раз за Хасаном Реда, кинорежиссёром и отцом её единственной дочери. Вторым мужем стал доктор, гинеколог Мохаммад Фаяд.

## Смерть
8 августа 2011 года Ростом скончалась в больнице в Аль-Мохандесин, Гиза, в результате сердечного приступа в возрасте 81 года.

## Память
12 ноября 2018 года Google посвятила актрисе дудл, сопроводив его комментарием: «Нариман Хусейн Мурад, более известная под сценическим именем Хинд Ростом, была египетской актрисой и одной из величайших икон золотой эры египетского кино. Своим внешним видом она заслужила прозвище „Мэрилин Монро с востока“. За свою карьеру Хинд Ростом снялась более чем в 80 фильмах».

## Избранная фильмография

### Фильм
| Год  | Фильм                                  | Роль               | Примечания |
| ---- | -------------------------------------- | ------------------ | ---------- |
| 1950 | Папа Амин                              | Соня               |            |
| 1954 | Женщины не могут лгать                 |                    |            |
| 1955 | Плоть                                  | Nurten             |            |
| 1955 | Женщины ночи                           |                    |            |
| 1957 | Моя одна и единственная любовь         |                    |            |
| 1957 | Сын Хамидо (араб.)                     | Азиза              |            |
| 1958 | Каирский вокзал                        | Ханума             |            |
| 1958 | Бессонница                             | Kawthar            |            |
| 1958 | Исмаил Ясин в психиатрической больнице |                    |            |
| 1959 | Борьба на Ниле                         | Танцовщица Наргис  |            |
| 1959 | Она жила ради любви                    |                    |            |
| 1960 | Между небом и землёй                   | Звезда Нахид Шукри |            |
| 1961 | Слух о любви                           |                    |            |
| 1963 | Чафика, коптская девушка               | Чафика Элькебтея   |            |
| 1965 | Монахиня                               |                    |            |
| 1967 | Отправление с небес                    | Анан               |            |
| 1967 | Второй жених                           | Wafae              |            |
| 1971 | Моя красивая учительница               | Надя               |            |
| 1972 | Логово злодеев                         |                    |            |
| 1979 | Моя жизнь — агония                     | Фатьма             |            |